# European Society for Blood and Marrow Transplantation
Die European Society for Blood and Marrow Transplantation (EBMT) ist eine europäische medizinische Fachgesellschaft mit Sitz in Leiden, die sich mit der hämatopoetischen Stammzelltransplantation mittels peripherem Blut, Knochenmark oder Nabelschnurblut befasst.

## Geschichte und Ziele
Die Organisation wurde 1974 gegründet und soll als Plattform für den Austausch aller Ärzte und Wissenschaftler dienen, die sich mit dem Themengebiet der Transplantation von hämatopoetischen Stammzellen – also Stammzellen, die das blutbildende System nach einer Chemotherapie und/oder Bestrahlung wieder aufbauen können – befassen. Die Gesellschaft wuchs seitdem stetig und hat inzwischen auch Mitglieder außerhalb Europas. Im Jahr 2011 verzeichnete die EBMT 4045 Mitglieder aus 545 Transplantationszentren in 58 Ländern weltweit. Sitz der Gesellschaft ist Leiden in den Niederlanden.
Die Organisation hat einen Leitspruch definiert, der das Ziel der Gesellschaft verdeutlichen soll: „Ziel soll sein, das Leben von Patienten mit Blutkrebs oder anderen lebensbedrohlichen Erkrankungen zu retten, indem das Gebiet der Blut- und Knochenmarkstammzelltransplantation sowie der Zelltherapie weltweit durch Wissenschaft, Lehre und die Vertretung dieser Interessen vorangebracht wird.“

## Jahrestagung
Die zentrale Veranstaltung stellt die jährliche Jahrestagung dar, die jeweils in einer anderen Stadt in verschiedenen Ländern Europas stattfindet und die Mitglieder wie auch Nichtmitglieder der EBMT, die sich mit dem Themengebiet der hämatopoetischen Stammzelltransplantation befassen, zusammenbringen soll. An der Jahrestagung nehmen mehrere Tausend Wissenschaftler teil und tauschen sich in diversen Sitzungen über die aktuellen Entwicklungen ihrer Fachgebiete aus. Daneben werden auf der Jahrestagung verschiedene Preise verliehen, darunter der Van Bekkum Award, der als prestigeträchtigster Wissenschaftspreis Europas für Forscher auf diesem Gebiet gilt.